# 2018年英國脫離歐洲聯盟（法律連續性）（蘇格蘭）法令草案
《2018年英國脫離歐洲聯盟（法律連續性）（蘇格蘭）法令草案》（英語：UK Withdrawal from the European Union (Legal Continuity) (Scotland) Bill 2018，蘇格蘭議會內簡稱「延續法案」；蘇格蘭社會俗稱「歐盟延續法案」；蘇格蘭外俗稱「蘇格蘭的歐盟延續法案」），是一條蘇格蘭議會法令草案，旨在將脫歐前由歐洲聯盟控制的蘇格蘭地方事宜（即根據《1998年蘇格蘭法令》下放權力予地方政府管理的事宜）及其後續立法於英國脫歐後送返蘇格蘭議會，以此延續歐盟法律在蘇格蘭境內的法律效力。法案獲得蘇格蘭議會表決通過。
及後，代表英國政府的英格蘭及威爾斯律政司和蘇格蘭法律事務專員根據《1998年蘇格蘭法令》第33條，轉介本法案至英国最高法院處理。《2018年英國脫離歐洲聯盟（法律連續性）（蘇格蘭）法令草案－律政司及蘇格蘭檢察總長之轉介》（[2018] UKSC 64）的案件摘要指出：
|                | 在2018年4月17日，英國政府律政官員、律政司和檢察總長轉介蘇格蘭議會通過的脫離歐盟立法《2018年英國脫離歐洲聯盟（法律連續性）（蘇格蘭）法令草案》至最高法院。律政官員請求最高法院頒令此立法是否屬下方的立法權力之內。 |
| ——英國最高法院 | |

2018年12月13日，最高法院裁定法案獲三讀通過時，法案的第17條超越了蘇格蘭議會的法律權限。不過鑑於英國國會通過《2018年歐洲聯盟（脫離）法令》並御准生效，因而令大量條文均不符法律權限，法案繼而「不屬法律」。倫敦和愛丁堡政府態度兩極，英廷的蘇格蘭事務大臣戴维·蒙戴尔表示法院「提供了急需的法律明確性」，但蘇格蘭的脫歐大臣米高·羅素批評英國政府「在遊戲中途修改規則」，形容是「蓄意破壞憲法」。